# Le Tigre se parfume à la dynamite
Le Tigre se parfume à la dynamite is een Franse misdaadfilm uit 1965 onder regie van Claude Chabrol. De film staat ook bekend onder de Nederlandse titel De tijger smijt met dynamiet.

## Verhaal
Een Guyaanse revolutionaire beweging schakelt een geheim agent in voor een wapenruil met een schimmige organisatie. Hij krijgt geen steun van de Franse autoriteiten, maar wordt wel op de hielen gezeten door Duitse, Amerikaanse en Russische spionnen.

## Rolverdeling
| Acteur              | Personage                         |
| ------------------- | --------------------------------- |
| Roger Hanin         | Louis Rapière                     |
| Margaret Lee        | Pamela Mitchum / Patricia Johnson |
| Michel Bouquet      | Jacques Vermorel                  |
| Micaela Pignatelli  | Sarita Sanchez                    |
| Carlos Casaravilla  | Ricardo Sanchez                   |
| José Nieto          | Pepe Nieto                        |
| José María Caffarel | Kolonel Pontarlier                |
| George Rigaud       | Commandant Damerec                |